# Platycerus acuticollis
Platycerus acuticollis es una especie de coleóptero de la familia Lucanidae. Presenta las subespecies: 
- Platycerus acuticollis acuticollis
- Platycerus acuticollis akitai
- Platycerus acuticollis namedai
- Platycerus acuticollis takakuwai

## Distribución geográfica
Habita en Japón.